# 951
Năm 951 là một năm trong lịch Julius.